# Срце тајге
Срце тајге (рус. Сердце Пармы) је историјски роман руског књижевника Алексеја Иванова из 2003. Један је од руких националних бестселера. О популарности романа у федерацији говори и завршетак снимање најскупљег филма у историји руске кинематографије базиран на причу романа.